# Dallas (Écosse)
Dallas (gaélique écossais : Dalais signifiant 'vallée d'eau') est un petit village de Moray en Écosse, au sud-ouest d'Elgin. 
Sa population est entre 150 et 200. Bien que peu connu, plusieurs lieux dans le monde sont nommés d'après ce village. George Mifflin Dallas, dont la famille provenait d'ici, devint le onzième vice-président des États-Unis d'Amérique, et Dallas, Texas, a pu être nommé d'après ce village. En Australie, Dallas, dans la banlieue de Melbourne, est aussi nommé d'après le village écossais.
Dallas est connu localement comme ayant un bon esprit communautaire. Il tient un ambitieux festival de village en juillet, lors duquel des femmes locales sont élues Gala Queen. Le festival est un évènement plus grand que ce que l'on pourrait attendre d'un aussi petit village, et attire de nombreux touristes des environs.
La région est fort boisée. Les jardins de Dallas Lodge sont souvent ouverts au public. L'Église de St. Michael dans le village date de 1793, et a été construite sur le site d'une église plus ancienne, que les écrits datent d'au moins 1226.

## Château de Dallas

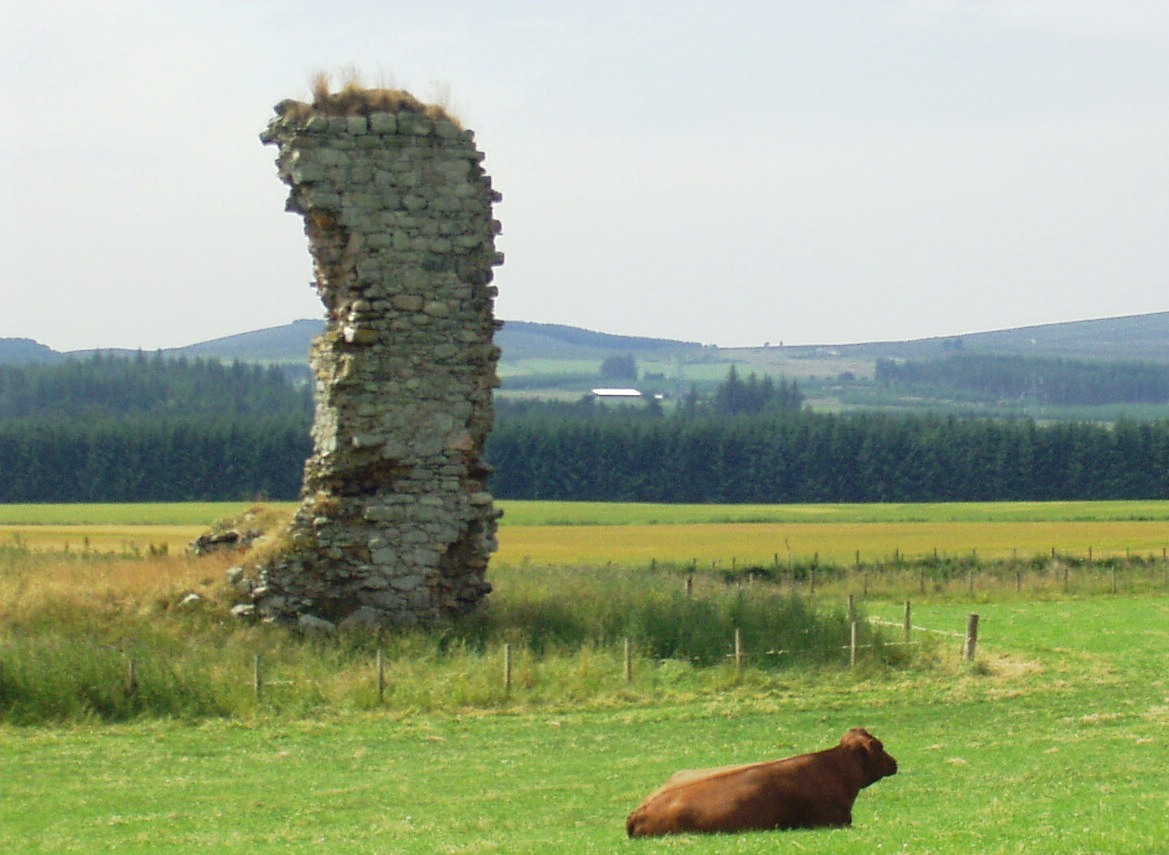
Ruines du château de Dallas

Le château de Dallas est à peine présent, avec un unique mur de pierre restant. Selon la tradition, il a été utilisé par le Loup de Badenoch comme entrepôt.

## Personnalités
- William Anderson, VC (novembre 1885 – 13 mars 1915), récipiendaire de la croix de Victoria et natif de Dallas[2].